# Ваздушни напад на Праг 14. фебруара 1945
Ваздушни напад на Праг 14. фебруара 1945. године била једна од операција америчког ратног ваздухопловства (УСААФ), у задњој години Другог светског рата.  Иако је Праг те године рата бомбардован неколико пута од стране савезничке авијације, акција изведана 14. фебруара 1945. године био први већи ваздушни напад којем је Праг био изложен у Другом светском рату. Био је то по броју људских (цивилних) жртава  најтрагичнији дан за овај град током Другог светског рата, док је војна штета била минимална, што је користила и немачка, а касније и комунистичка пропаганда.
Бомбардовање Прага се десило у склопу вишедневног напад бомбардера над Европом  које су савезници извели од 13. до 15. фебруара 1945. године, и према историчарима, били су саставни део масовног бомбардовања Дрездена а не Прага.  Међутим, због навигационе грешке пилота уместо да изруче смртоносне бомбе у Немачкој и над Дрезденом они су их изручили на Праг (највише у ширем подручје железничке станице Смихов).

## Позадина ваздушног напада
Од почетка 1945. године било је свим зараћеним странама у Другом светском рату јасно да се на основу развој догађаја на бојним пољима није очекивао већи маневар војних трупа. Немачка је губила једну битку за другом. Са друге стране фронта надмоћ савезника у ваздуху је напрестано наставио да јача.
Немачка противавионска одбрана била је у расулу, борбене ваздухопловне јединице бориле су се и са напријатељем али и са бројним проблемима.  А ти проблеми су били: недостатак авиона, искусних пилоти, земаљског особља на крају, али не најмање важно, Немцима је све више недостајало горива, због непрестаног уништавања рафинерија и складишта од стране савезнички бомбардера и локалних патриотских снага.
Ограничени број немачких ловаца који би немачки команданти слали у ваздушне борбе смањио је број оборених америчких или британских бомбардера. Последња преостала претња савезницима остала је противавионска артиљерија, иако је већ и она била знатно ослабљена и са недовољним залихама муниције.
Производња оружја Немци су обављали са непрекидним и великим потешкоћама, а  мотори и други произведени делови за авионе често су каснили до аеродрома, јер се уопште нису превозили железницом, имајући у виду да су вагони углавном били уништени од стране савезника пре него што је воз и кренуо, јер су се савезнички ваздушни напади започети 1945. године, фокусирали углавном на возове и ранжирне железничке станице.
Шестог фебруара 1945. године савезници су се договорили о такозваној „Линији без бомбардирања “. Тако је овом линијом Средња Европа била раздвојена дуж границе која је водила од градова Шчећин , Берлин, Дрезден, Брно , Беч и Загреб на западно оперативно подручје у коме су дејствовали амерички и британски бомбардере и источно подручје одређено за дејства совјетске летелице.
За Плзењ и читаву југозападну Чешку у пролеће 1945. годину то је значило да треба извести што већи број напада америчких ваздухопловних снага на стратешке и тактичке циљеве, посебно на железничке станице, фабрику Шкода  и транспортна чворишта.

## Опис догађаја
На дан бомбардовања 14. фебруара 1945. године окупирани Праг био је обавијен тешким зимским облацима. Пражани код куће, на послу или они у капутима на улици имали су прилично нормалан дан. Управо је тај метеоролошки феномен био кобан за чешки главни град, јер је средином дана почела да се одвија трагедија која је добила надимак Ружна среда.
Предуслови
За разлику од других чешких и моравских градова, Праг је био (са изузетком још увек мистериозног бацања неколико бомби на електрану Холешовице 15. новембра 1944. године), био све време Другог светског рата био поштеђен разарајућих последица ваздушних напад који су беснели над Немачком и окупираном Европом до фебруара 1945. године. Тога дана је  неочекивани напад, који је трајао само два до три минута нешто после подне на Пепелницу, 14. фебруара 1945. године, деловао ка гром из ведра неба.
Тог дана,  у дневној офанзиви 8. ваздухопловство САД над Немачком је требало  да настави бомбардовање несмањеном жестином - упркос неповољном времену које је владало већим делом западне и централне Европе. Укупно 1.377 бомбардера полетело је из база у Великој Британији, подељених у четири формације. Најбројнији међу ваздухопловима биле су 461 Б-17 (познат као Летећа тврђава) из 1. ваздухопловне дивизије, у пратњи више од три стотине ловаца, који су имали задатак да нападне Дрезден, посебно локалну ранжирну станицу (Дресден-Фриедрицхстадт) .), која се налази у близини центра града, иако је саксонску престоницу погодила  сила без преседана током претходне ноћи.
У почетку је све ишло по плану. Тешки четворомоторни авиони су се постепено успињали на одговарајућу висину, формирали прописану борбену формацију и заузимали одређени курс над Европским континентом. Ситуација се драматично променила чим је формација, или три бомбардерске групе (91., 381. и 398.) из 1. бомбардерског крила, оставила холандску обалу иза себе.
Због екстремног ветра, потпуковник Луис П. Енсигн, недавно постављени командант 398. бомбардерске групе, који је у овој мисији такође предводио 1. бомбардерско крило, одлучио је да скрене са првобитне руте југ на југоисток, отприлике изнад језера Зуидер.
У околини Минстера Американце је „дочекала“ снажна ватра противавионске артиљерије (флак), која је оштетила водећу летелицу 91. бомбардерске групе. Радио оператер је задобио повреде и радар је искључен из употребе.
У таквим условима навигатори су се морали оријентисати према тачкама на терену па су након већег дела лета из Велике Британије када су посматрали земљу кроз непробојну маглу, изненада  угледали град између облаака, и заменили Плзењ за почетну тачку навигације Цвицкау, јер  је отприлике на истој удаљености од Прага као и Цвицкау од Дрездена.  Тако је грешка у навигацији, лоше време и друге несрећне  случајности тог дана (као нпр. недостатак горива за постизање важнијег циља)  промениле  судбину два  града у Централној Европи.

### Напад на Праг
Напад су извела 62  америчка авиона Б-17 из 91. и 398. бомбардерске групе 1. ваздухопловна дивизија 8. америчког ваздухопловства ( 91. и 398. бомбардерска група, 1. ваздухопловна дивизија, 8. ваздухопловство, УСААФ ) који су полетели из базе у Нутхампстеду, Енглеска 14. фебруара 1945. године.  Дејство обе групе, трајало је само два минута, и десило се између 12:25 и 12:27.
| Област          | Протекторат Чешке и Моравске |
| Место           | Праг                         |
| Тип догађаја    | бомбардовање                 |
| Датум           | 14. фебруара 1945.           |
| време           | 12:25 до 12:27               |
| Број погинулих  | 701                          |
| Број повређених | 1.184                        |
| Број несталих   | преко 80                     |

Око 150 тона експлозивних и запаљивих бомби је бачено на Праг  у широком појасу од Радлице до жишковске железничке станици Жижков - и захватило је Radlice, Vyšehrad, Zlíchov, Nové Město, Nusle, Vinohrady, Vršovice a Pankrác. Најтеже је оштећено подручје од Палацког моста (тада Моцартовог мост) преко Карловог трга до Винохрада.
Према навигатору Паулу Ј. Лиму, последња ескадрила (из 91. бомбардерске групе) случајно је бацила бомбе „на мали град који нису могли да препознају на мапи. У ствари, то је вероватно била железничка линија од Прага до Чешке Будјејовице. Неколико  бомби безопасно је експлодирало на пољима и у шумама у регији Бенешов, а велики број запаљивих бомби које нису експлодирале деактивирали су пиротехничари са локалног СС подручја.

## Узроци
Током лета из Велике Британије владала је потпуна магла, групе су одступиле југоисточно од свог курса због јаког ветра, а бродски радар главног навигатора групе се покварио током лета изнад Немачке.   Према напред наведеним околностима и наводима савезника, Ваздушни напад на Праг изазван је навигацијском грешком. Неки амерички навигатори су бомбардерима јавили преко радио станица да су изнад циљаног града бацања бомбе: „... негде изнад Дрездена“; док су други навигатори који су препознали грешку ћутали, јер  су били принуђени да следе групу.
Праг није био један од алтернативних циљева бомбардовања на који је требало бацити гомилу бомби, тако да је  Савезничко бомбардовање чешке територије нанело незнатну штету нацистима,  а велику Прагу и његовим становницима. Грешке које су се догодиле постале су саставни део нацистичке и комунистичке пропаганде. 
Сведок ваздушног напада, Јарослава Пекова, присуствовао је 1990. године састанку са пилотом који је учествовао у бомбардовању на коме су они изјавили да бомбардовање Прага није била грешка у навигацији, већ да су бомбе бачене на тачно одређено место.

## Последице
Последице изражене кроз губитке су биле потпуно несразмерне баченој тонажи, а недуго након бомбардовања избројано је 413 мртвих и 1.455 рањених и 88 несталих, али након рата број је порастао на 701 мртвих и 1.184 рањених и 80 несталих становника Прага. Међу жртвама су били, на пример, пењач и сликар Власта и Отакар Штафл и Ева Ладова, ћерка Јосефа Ладе. Жртве су били готово искључиво цивили. Преко 80 људи је нестало (тек 1971. године градитељи су у подруму куће на Винохрадској трејди открили 23 леша до тада несталих људи, који су се угушили у затрпаном склоништу).
Преко 11.000 становника Прага остало је без домова, јер је ваздушном нападу погођено преко 2.500 кућа, од којих је 68 потпуно уништено, 88 врло тешко оштећено, 168 тешко оштећено и 2.351 лакше оштећено.
  

На удару су били, на пример и, манастир Емаузи, кућа Фауста, синагога Винохради , Гребовка (укључујући виле Гроебе),   статуе на Палацком мосту , депо Панкрац или позориште Винохради .   Кућа на углу данашње Реслове улице и Рашинове набрежи била је тешко оштећена и морала је бити уклоњена. Поред зграда, пребројано је још 67 уништења, нпр око 40 трамвајa.
Бомбардовање није уништила ниједан значајан војни циљ;   или им је нанело само мању штету, укључујући ту и прашки железнички чвор, који је поправљен у року од неколико сати.
Узроци великог броја жртава
Велики губитак живота проузроковала је из неколико разлога:
- Прво, због равнодушности цивилног становништва према ваздушним сиренама, који су били релативно чести током рата, а како је већина претходних бомбардовања била усмерена на циљеве ван Прага, то је скупо плаћено.[4]  Наиме становници Прага су мислили да Праг - као чешки град - није у стварној опасности, или су погрешно информисани да је Праг наведен на списак забрањених циљева савезничког ваздухопловства.[3]
- Други разлог био је касно активирање сирена (пет минута пре удара првих бомби)[4] и врло кратко трајање напада, због чега је и време за сакривање било врло кратко.
- Треће, нека противавионска склоништа нису издржала напад.
- Четврто, разорном нападу такође је допринело и немачко ратно ваздухопловство (чији је задатак, између осталог, био да заштити градове и стратешке циљеве од ваздушних напада) које је на крају рата било у лошем стању.
- Пето,  прашка ватрогасна бригада дан раније морала да крене да помогне у гашењу запаљеног Дрездена, тако да је Праг остао без противпожарних екипа и средстава.

Пропаганда
Тадашња званична штампа, под нацистичком контролом, искористила је бомбардовање Прага како би осудила савезнике и чешку владу у егзилу, називајући то терористичким актом. 
Комеморација
Дана 18. фебруара, комеморација за чешке жртве одржана у Намести Миру. Њима је  такође присуствовао и премијера Протектората Рихард Бинерт, и немачки министар државе, Карл Херман Франк. Слична комеморација одржана је и за немачке жртве.
- Последице бомбардовања Прага (манастир Емаузи)

## Бомбардовања чешких градова у Другом светском рату
Савезници су започели бомбардирање на простору Чешке бацањем бомби  на Плзењ  25. априла 1942. године  али најмоћнији ваздушни напади догодили су се у фебруару и априлу 1945.  године
- Циљ бомбардовања Плзења било је првенствено уништење фабрике Шкода , као дела индустријске групе Херман Геринг Верке, која је модернизовала производњу војне технике. Иако су уништења била око  70%, масовно бомбардовање Плзења настављено је у више наврата.

- У септембру 1944. савезничко ваздухопловство бомбардовало је Карлсбад (Карлове Вари), бацивши на град око 25 тона бомби.

- Следећи препад на Карлсбад извршен је 17. априла 1945. године, када је 500 бомби погодило не само војне циљеве, већ и стамбене зграде.

- 19. априла догодило се треће бомбардовање Карлсбада у коме је употребљено 55 тона запаљивих и 170 тона експлозивних бомби  .

- 8. марта 1945. године изведени су ваздушни напади на Хеб , а 8. априла на овај град је бачено 328 тона бомби  .

- 17. и 19. априла 1945. године, савезници су извели бомбардовање града Усти над Лаби .

- Једино планирано бомбардовање Прага догодило се на Цветну недељу, 25. марта 1945. године, и извршено је са 650 бомбардера који су кренули из Италије у пратњи ловаца. Нападнуте су фабрике ЧКД у источном Прагу и војна аеродрома Кбели, Летнани и Чаковице. Недеља је изабрана ради смањења броја жртава. Напад је изведен у таласима од по 50 авиона, између 11:48 и 01:02.  Као резултат бомбардовања страдало је: 235 људи а рањено  417. Том прилком порушено је 90 зграда а тешко оштечено 1.360.

- Спомен обележја у знак сећања на настрадале у бомбардовању Прага 14. 2. 1945.
- Спомен-плоча у улици Аполинарска
- Спомен плоча у Брновнову , у знак сећања на жртве немачког ваздушног напада 5. маја 1945
- Споменик жртвама бомбардовања од 14. фебруара 1945. у Прагу - Кошире.[18]
- Власта и Отакар Штафл , спомен-плоча, Манесова 20

## Супротстављени ставови
У чешкој модерној историји нема много догађаја који би изазвали слично бескрајне и бурне расправе као што је био овај. Као што је то често случај у сличним дешавањима са јаким емотивним  осећањима, иако потпуно разумљивим, многи су спречени да трезвено процењују чињенице. У прошлости су објављена различита (чак и идеолошки обојена) објашњења зашто је Праг „изабран“ као циљ, али сви извори  сведоче о томе да је прави узрок била навигациона грешка. У време када обично користимо ГПС, ово звучи као нешто потпуно невероватно, али узмимо у обзир могућности које су навигатори имали током Сругог светског рата.
Праг тог дана сигурно није био алтернативно одредиште. С друге стране, то чак није био ни забрањени циљ савезничког ваздухопловства. На крају крајева, 25. марта 1945. године догодио се други планирани напад на Праг (први је отказан 30. октобра 1944. због лошег времена), конкретно бачене су бомбе на фабрике у Либену и Височану и на аеродроме у Кбелију, Летнанију и Чаковицама.
Акција америчких бомбардерских снага на Праг, Плзењ и још нека места у фебруару 1945. била је трагична грешка, јер је циљ бомбардовања наводно помешан са Дрезденом. Међутим, да ли је то права истина и да ли су ваздушни напади на крају рата над Чешком заправо били прецизни и циљани. Било да се ради о фабрици Шкода у Плзењу, тада последњој функционалној фабрици оружја Вермахту, прашкој Колбенки, разним војним аеродромима, рафинеријама и важним транспортним чвориштима. Са становишта војне стратегије, то је било логично, јер таква дејства убрзавају немачку агонију.
Међутим са становишта нацистичке Немачке пропаганде, а касније и комунистичке пропаганде, био је то одвратан разбојнички чин, или настојање америчке буржоазије да ликвидира чехословачку индустрију.
Врло специфично поглавља у рату су била и фаталне грешке совјетског ваздухопловства у последњим данима рата. Комунистичка историографија се није устручавала да их припише нацистима током многих деценија. Преко хиљаду непотребно убијених Чеха и Мораваца, као ни сами совјетски војници, нису се уклапали у слику ослободиоца, као што се у ту слику нису уклапале и у више наврата поновљених бомбардовања американаца, који су проглашавани грешком.
Ставови Чеха могли би се поделити у три групе.
- Прву групу чине људи који су изгубили породицу или кућу, природно, они су постали главни критичари пилота.
- Другу групу чини људи из демократског отпора, који су догађају јасно видели главног кривца - немачког окупатора - јер да нису били овде, не бисмо били бомбардовани, тврде они.
- Трећу групу чини аморфна маса грађана која је добровољано радила у фабрикама оружја за бонове за сардине, рум и дуван. То су били људи који нису имали никакве везе са сопственом нацијом, отпором, ничим и били су врло лаган предмет и нацистичке и послератне комунистичке пропаганде.